# Mecometopus aesopus
Mecometopus aesopus är en skalbaggsart som först beskrevs av Louis Alexandre Auguste Chevrolat 1860.  Mecometopus aesopus ingår i släktet Mecometopus och familjen långhorningar.
Artens utbredningsområde är:
- Honduras.
- Nicaragua.

Inga underarter finns listade i Catalogue of Life.